# 麻薬取締官
麻薬取締官（まやくとりしまりかん）は、麻薬取締や薬物の不正ルートの解明などの薬物犯罪の捜査や正規麻薬（医療用などの目的で許可を受けて合法的に使用される麻薬）の不正使用・横流し・盗難等の監視・捜査を行う厚生労働省の職員である。俗に麻薬Gメン、マトリと呼ばれる。具体的には、厚生労働省の地方支分部局である地方厚生局（地方厚生支局を含む）に設置されている麻薬取締部（沖縄麻薬取締支所を含む）に配属されている。

## 概要
麻薬取締官は、麻薬及び向精神薬取締法（以下、麻向法）により、特別司法警察職員としての権限が与えられている。ただし俸給は、公安職でなく、行政職のものが支給され、職務に対する特別手当が付されている。麻薬取締という危険な職務であるため、司法警察員としての職務を遂行する場合に限り、「小型武器での武装」（拳銃・特殊警棒等の携帯）が認められている他、警察官と同様の逮捕術の訓練も受けている。麻薬取締官の逮捕術は、少林寺拳法を基にしている。
また、麻向法第58条とあへん法第45条の規定に基づき、麻薬取締官および麻薬取締員は厚生労働大臣の許可を得て犯罪捜査において違法に流通している麻薬やアヘンを譲り受けることができると明記されている（おとり捜査が可能）。国際的な協力の下に規制薬物に係る不正行為を助長する行為等の防止を図るための麻薬及び向精神薬取締法等の特例等に関する法律に基づき違法薬物の流れを把握するための泳がせ捜査によって首謀者や密売組織の実態を解明し、薬物の密売収益の没収等による摘発、検挙および壊滅に繋げている。これは、密売流通ルートを遡るために必要不可欠な突き上げ捜査であり、そのために麻薬取締官は私服の着用や長髪が認められている。
その職務の性質上、麻薬取締員および都道府県警察と密接な協力関係にあり、麻向法第56条でも協力関係が定められている。
麻薬取締官は、海外各国の捜査機関や各都道府県の麻薬取締員、警察、海上保安庁、税関、出入国在留管理局などと連携して捜査に当っている。定員は2025年4月1日現在で301人（麻向法施行令第9条）である。

## 捜査
麻向法第54条により、以下の法律に違反する罪等につき、刑事訴訟法の規定による司法警察員として職務を行う。
1. 麻向法
2. 大麻取締法
3. あへん法
4. 覚醒剤取締法
5. 国際的な協力の下に規制薬物に係る不正行為を助長する行為等の防止を図るための麻薬及び向精神薬取締法等の特例等に関する法律
6. 医薬品医療機器等法違反罪のうち一定のもの
7. 刑法第二編第十四章に定める罪
8. 麻薬、あへん、覚醒剤の中毒により犯された罪

その他の犯罪については、私人としての現行犯逮捕を行うか、他の捜査機関への告発を行うこととなる。

## 採用と任用資格
麻薬取締官は、人事院の行う国家公務員採用一般職試験（大卒程度試験）の最終合格者、もしくは薬剤師、薬剤師国家試験合格者又は薬剤師国家試験に合格見込みの者に対して行われる薬学系選考採用試験の合格者から採用・任官される。なお、麻薬取締官は原則として全国勤務であり、通常は行政区分（全国を９つに分けた区画）ごとに採用され、転勤もその行政区分内で行われる一般職試験からの合格者でも行政区分外への転勤が行われる（薬学系は配属段階から全国勤務）。
薬学系選考採用試験
・一次試験（各麻薬取締部（支所）で行われる）
　　論文試験（指定する課題について考えを述べるもの（30 分 400 字程度））
　　適性検査試験（マークシート方式（制限時間２時間程度））
　　面接試験（10 分～20 分程度（論文と適性検査終了後、指定する日時に実施）
・最終試験（一次試験合格者に対して関東信越厚生局麻薬取締部で行われる）
　　面接試験（20 分～30 分程度）
その職務の性質上、薬剤師免許を取得した者が職員の6～7割を占めており、麻薬取締部から薬学部のゼミの指導教員を通じてリクルートが行なわれることも多いという。
また、麻向法施行令第10条に定められた下記の条件に該当する者であれば、薬剤師免許取得者や取得見込みの者でなくとも麻薬取締官になることができる。
- 通算して二年以上麻薬取締りに関する事務に従事した者
- 通算して三年以上薬事に関する行政事務に従事した者
- 学校教育法に基づく大学または旧制大学において、法律または薬事に関する科目を修めて卒業し、学士の学位または旧大学令による学士の称号を有する者
- 学校教育法に基づく短期大学若しくは高等専門学校または旧専門学校において、法律または薬事に関する科目を修めて卒業した後、通算して一年以上麻薬取締りに関する事務に従事した者

## 警察との統合議論
行政改革会議では、特別司法警察職員として警察権をもつ職務の性質に鑑み警察機構へ統合すべきではとの意見が出たことがあり、予算や効率化の観点からも統合論がある。実際の業務においても、ほとんどの薬物密売に暴力団が関与しているため、暴力団の情報をほぼ独占的に有する警察との情報交換が常に必要である。警察には薬物犯罪を担当する部署があり、警視庁には組織犯罪対策部薬物銃器対策課が存在する。
ただし密接に交流しつつも、いわゆる「おとり捜査」が認められる麻取は、警察に対する牽制が働くため複眼的捜査という観点で重要な位置にある。

## 題材とした作品
映画
- 麻薬売春Gメン （1972年）
- 麻薬売春Ｇメン 恐怖の肉地獄（1972年）[6]

漫画
- 細野誠治、一の瀬正　『麻薬取締官 マトリ』
- 笠原倫 『エンドレス・ドラッグ・ウォーズ リスク』
- naked ape　『switch』
- 鈴木マサカズ『マトリズム』
- 青山剛昌『名探偵コナン』83巻 第254話「コナンと平次 恋の暗号」
- 稲井雄人　『東京カンナビス特区 大麻王と呼ばれた男』
- マサシ　田島隆 『マトリと狂犬 ―路地裏の男達―』

小説
- 大沢在昌　『天使の爪』『無間人形』『灰夜』
- 中山七里　『ヒートアップ』

ドラマ
- 太陽にほえろ! 第4話「プールサイドに黒いバラ」、第61話「別れは白いハンカチで」、第137話「ありがとう、テキサス坊や」、第246話「赤ちゃん」
- 相棒 season9 第6話「暴発」
- 水曜ミステリー9 「マトリの女 厚生労働省 麻薬取締官」

ゲーム
- ドラッグ王子とマトリ姫
- スタンドマイヒーローズ
  - どちらもcoly制作のゲーム。ドラッグ王子とマトリ姫とは、登場人物や一部ストーリーでリンクしている部分がある。